# British Rail Class 325
British Rail Class 325 — британский двухсистемный почтовый электропоезд, произведённый компанией ABB на основе British Rail Class 319.

## Описание
Конструкция основана на пассажирском двухсистемном электропоезде Class 319 . ТЭД этих составов идентичны, с возможностью работы на линиях 25 кВ переменного тока или 750 В постоянного тока от третьего рельса, что типично для линий южного региона. Пассажирские сидения отсутствуют, погрузка почты осуществляется через дверные проёмы с рольставнями. Корпус идентичен поездам семейства Networker. Электропоезд имеет лишь единственный аналог в мире — почтовую модификацию TGV.

## Эксплуатация
Почтовый электропоезд был заказан в British Railways в 1994 году под первоначальным обозначением Class 350. Контракты на обслуживание продлевались частными операторами, на сегодняшний день это единственный специализированный почтовый подвижной состав железных дорог Великобритании (отсеки для почты имеются в вагонах Mark 3).